# Алексеев, Александр Алексеевич (кинооператор)
Алекса́ндр Алексе́евич Алексе́ев (15 марта 1917, Москва — 14 ноября 1990, Москва) — советский оператор и режиссёр игрового и неигрового кино, фронтовой кинооператор в годы Великой Отечественной войны. Заслуженный деятель искусств РСФСР (1988).

## Биография
Родился 28 (15) марта 1917 года в Москве в рабочей семье.
 Член ВЛКСМ с 1936 года. В 1938 году окончил живописное отделение московской изостудии ВЦСПС. С 1940 года работал оператором на Центральной студии кинохроники. В декабре 1941 по ноябрь 1942 года совмещал работу оператора ЦОКС с обучением на операторском факультете ВГИКа (на базе Алма-Атинского кинотехникума). В 1942 году окончил с отличием мастерскую Бориса Волчека. С января 1943 года — в РККА в звании старшего техника-лейтенанта, затем инженера-капитана. Снимал в киногруппах Калининского, 1-го Прибалтийского, 1-го Белорусского фронтов. Работал в паре с братом Е. Алексеевым, монтажные листы совместных съёмок подписывали «Братья Алексеевы». Кроме фильмов является автором сюжетов для кинолетописи и кинопериодики: «Союзкиножурнал».
В ночь с 8 на 9 мая 1945 года при съёмке подписания Акта о безоговорочной капитуляции Германии в Карлсхорсте братьям собственной находчивостью удалось раздобыть у британского и американского коллег по шестьдесят метров сверхчувствительной плёнки. Проявленные срезки с отснятого материала убедили — историческая съёмка удалась.
В 1945—1947 годах работал оператором на киностудии «Мосфильм». С апреля 1947 по март 1953 года — режиссёр-оператор на студии «Моснаучфильм», с марта 1953 года — вновь на «Мосфильме», занимался режиссурой дубляжа (всего более 200 кинофильмов). В 1954 и 1958 годах вместе с братом снял игровые картины, в последней выступил ещё и оператором-сопостановщиком.
Член ВКП(б) с 1950 года, член Союза кинематографистов СССР с 1957 года.
Скончался 14 ноября 1990 года в Москве.

### Семья
- Брат — Евгений Алексеевич Алексеев (1920—1987), оператор и кинорежиссёр;
- Дочь — Елена Александровна Алексеева[4].

## Фильмография
Оператор
- 1943 — Комсомольцы (в соавторстве)
- 1944 — Битва за Прибалтику (не выпущен на экран; в соавторстве)[9][10]
- 1944 — Восточная Пруссия (в соавторстве)
- 1944 — Восьмой удар (в соавторстве)
- 1944 — Сражение за Витебск (Фронтовой спецвыпуск № 1) (в соавторстве)
- 1945 — Берлин (в соавторстве)
- 1945 — Кёнигсберг (Фронтовой спецвыпуск № 6) (в соавторстве)
- 1945 — Освобождение Советской Белоруссии (в соавторстве)
- 1945 — Подписание декларации о поражении Германии по взятии на себя Верховной власти правительствами 4-х союзных держав (спецвыпуск) (совместно с Е. Алексеевым, И. Аронсом, Л. Мазрухо, Е. Мухиным, И. Пановым)
- 1947 — Остров морского котика (совместно с Е. Алексеевым)
- 1947 — По Сахалину (совм. с Е. Алексеевым)
- 1948 — В лесах Мещеры (совместно с Е. Алексеевым)[11]
- 1949 — Повесть об охоте (совместно с Е. Алексеевым)
- 1949 — Эльбрус (совместно с Е. Алексеевым)
- 1958 — Пламенные годы (совместно с Е. Алексеевым)

Режиссёр
- 1947 — Остров морского котика (совместно с Е. Алексеевым)
- 1947 — По Сахалину (совместно с Е. Алексеевым)
- 1948 — В лесах Мещеры (совместно с Е. Алексеевым)
- 1949 — Повесть об охоте (совместно с Е. Алексеевым)
- 1949 — Эльбрус (совместно с Е. Алексеевым)
- 1954 — Опасные тропы (совместно с Е. Алексеевым)
- 1958 — Пламенные годы (совместно с Е. Алексеевым)

## Награды
- орден Красной Звезды (16 ноября 1943)[12]
- орден Отечественной войны I степени (2 декабря 1944)[13]
- медаль «За взятие Кенигсберга» (1945)[4]
- медаль «За взятие Берлина» (1945)[4]
- медаль «За оборону Москвы» (1945)[4]
- медаль «За победу над Германией в Великой Отечественной войне 1941—1945 гг.» (1945)[6]
- орден Отечественной войны II степени (6 апреля 1985)[14]
- заслуженный деятель искусств РСФСР (1988)[1]